# Sergio Roberto de Oliveira
Sergio Roberto de Oliveira (Rio de Janeiro, 24 de Outubro de 1970 - Rio de Janeiro, 19 de julho de 2017) foi um pianista, arranjador, maestro e compositor brasileiro.
Bacharel em composição pela UNIRIO, era diretor da "A Casa Discos", gravadora especializada em música erudita contemporânea.
Foi indicado duas vezes ao Grammy Latino: em 2011 na categoria Melhor Composição Clássica Contemporânea e em 2012 pelo CD Prelúdio 21 – Quartetos de cordas, no qual atuou como produtor e compositor. Era produtor do Prelúdio 21, grupo de compositores que tem se consolidado um dos mais importantes do mundo, há 13 anos com temporadas regulares. Atuou como produtor executivo, produtor fonográfico (Selo A Casa Discos) e produtor musical com destaque para o CD Da Boca Pra Dentro, indicado para o prêmio Rival Petrobras de Música Brasileira. Atuou como coordenador de produção e diretor artístico do projeto O piano de Guerra-Peixe com patrocínio da Petrobras. Coordenava a produção do projeto Villa-Lobos, Vozes do Brasil - obra coral profana, do grupo Calíope, também com patrocínio da Petrobras.

## Morte
Sergio Roberto de Oliveira morreu no dia 19 de julho de 2017, aos 46 anos, em decorrência de complicações causados por um câncer de pâncreas, descoberto em 2016. No dia 22 de julho de 2017 foi homenageado no programa Música e Músicos do Brasil da rádio EBC.

## Discografia
- 2010: Música Brasileira Contemporânea Vol.3 - Compositor (obra: Umas coisas do coração)
- 2010: O Piano de Guerra-Peixe - Produtor Artístico
- 2009: Música Plural - Compositor (obra: Quadrado)
- 2008: Música Brasileira Contemporânea Vol. 2 - Compositor (obra: Suíte Imaginária)
- 2006: Sem Espera - Produtor Artístico e Compositor (obras: Trio para flautas No. 1, Trio para flautas No. 2, Duo para flautas, Fantasia para flauta solo, Sem Espera, 12 Bagtelas)
- 2005: Da Boca pra Dentro - Produtor Artístico, arranjador e pianista
- 2002: Tasto – 2 compositores ao piano - Produtor Artístico, pianista e compositor (obras: Improviso #1, Improviso #2, O Azul e o Amarelo, Castelo, Interlúdio #1, Interlúdio #2, Tema e Desvairações).[11]